# Копеечник крымский
Копеечник крымский (Hedysarum tauricum) — вид растений из семейства бобовых (Fabaceae).

## Биоморфологическая характеристика

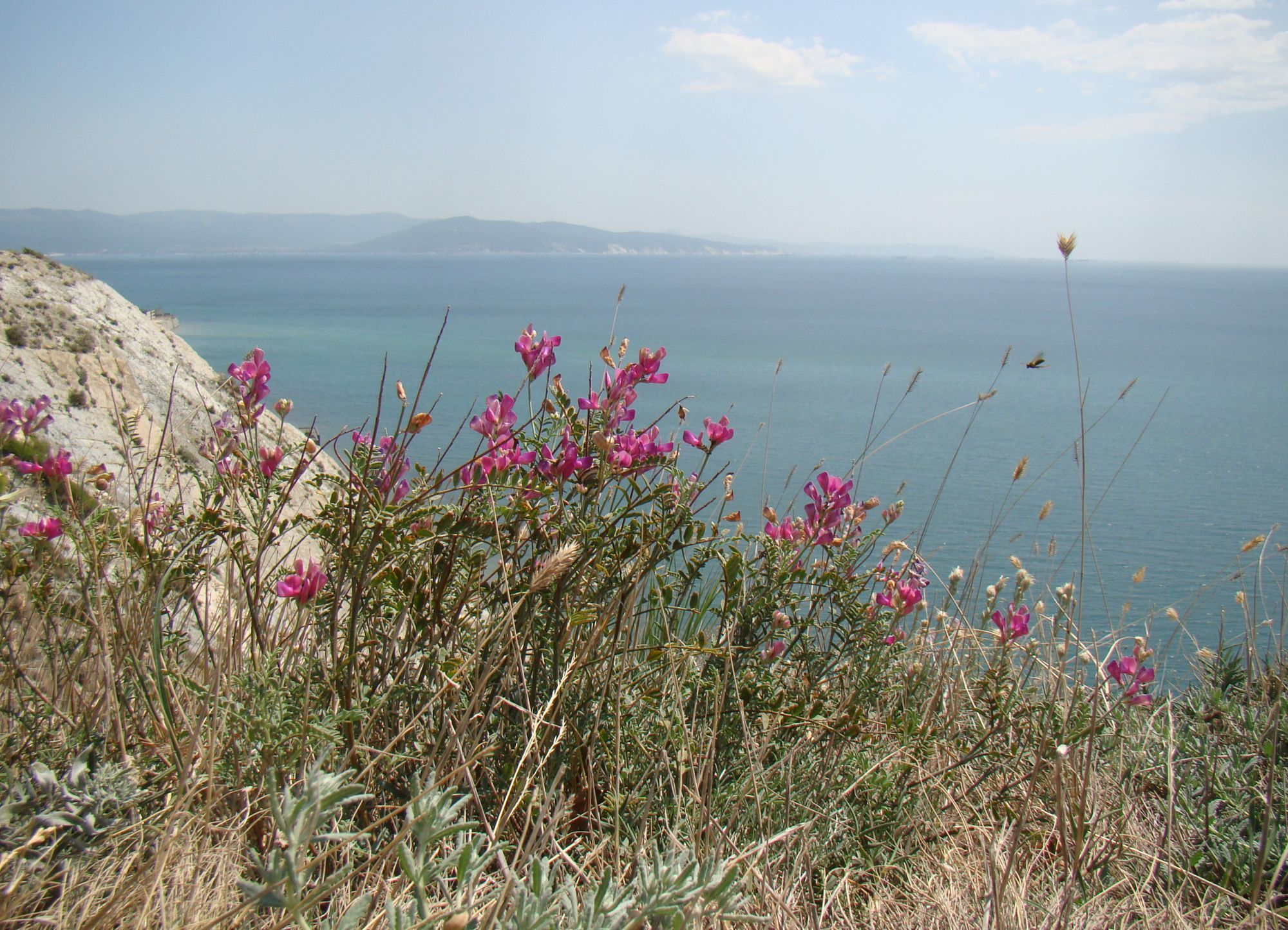

Полукустарничек, высота 20—50 см. Стебли прямостоячие или восходящие, прижатоволосистые. Листья непарноперистосложные, с 6—10 парами листочков. Цветоносы длиннее листьев. Соцветие — кисть с 10—12 цветками. Околоцветник двойной, венчик пурпурно-фиолетовый, 10—12 мм длиной. Бобы прижато-волосистые, без шипиков и бугорков, на поверхности с сеточкой из ребрышек, членистые, при полном созревании легко распадаются на округло-эллиптические членики. Семена почковидные.
Период цветения: май и июнь.

## Среда обитания
Растет в Причерноморье: в степном и лесостепном Крыму, на Северном Кавказе, в Болгарии.
Растет на известняковых, меловых и сланцевых склонах.

## Факторы угроз и меры охраны
Охраняемый вид. Занесён в Красную книгу Крыма под кодом 3 — редкие.
Основная угроза — разрушение естественной среды обитания вида: облесение степных склонов, строительство карьеров, выпас. Семена сильно повреждаются насекомыми, особи прегенеративного возраста мало устойчивы к отрицательным температурам. Охраняется в Карадагском и Ялтинском горно-лесном природных заповедниках, государственном природном заказнике «Новый Свет», ландшафтно-рекреационном парке «Лисья бухта – Эчки-Даг». Нуждается в охране мест естественного произрастания и мониторинге состояния популяций.